# L'Homme à l'orchidée
L'Homme à l'orchidée (Nero Wolfe) est une série télévisée américaine en 14 épisodes de 52 minutes, créée par Ivan Goff et Ben Roberts d'après les romans de Rex Stout et diffusée entre le 16 janvier et le 2 juin 1981 sur le réseau NBC.
En France, la série a été diffusée à partir du 28 mars 1982 sur Antenne 2.

## Synopsis
Nero Wolfe est un homme hors du commun : grand amateur de mets raffinés préparés par son cuisinier Fritz Brenner, il est également passionné d'orchidées qu'il cultive, avec l'aide de son jardinier Theodore Horstmann, dans la serre de son appartement new-yorkais. 
Cependant, afin de maintenir son train de vie, il accepte de s'occuper d'affaires criminelles qu'il résout brillamment depuis son appartement.

## Distribution
- William Conrad (VF : Henri Poirier) : Nero Wolfe
- George Voskovec (VF : Teddy Billis) : Fritz Brenner
- Robert Coote (VF : René Bériard) : Theodore Horstman
- Lee Horsley (VF : Jean Barney) : Archie Goodwin
- George Wyner (VF : Jacques Ebner) : Saul Panzer
- Allan Miller (en) : Inspector Cramer

## Épisodes
1. Les Araignées d'or (The Golden Spiders)
2. Un mort devant la porte (Death on the Doorstep)
3. Avant que je meure (Before I Die)
4. Wolfe sort de chez lui (Wolfe at the Door)
5. J'aurais mieux fait de mourir (Might As Well Be Dead)
6. La Victime disparue (To Catch a Dead Man)
7. Ça arrive dans les meilleures familles (In the Best of Families)
8. Le livre qui tue (Murder by the Book)
9. Mort d'une catin (What Happened to April?)
10. Échec au fou (Gambit)
11. Le Secret des poupées (Death and the Dolls)
12. Le Meurtre en question (The Murder in Question)
13. Chantage à l'orchidée (Blue Ribbon Hostage)
14. Douce vengeance (Sweet Revenge)

## Commentaires
En 1936, Herbert J. Biberman réalise Meet Nero Wolfe, un film mettant en scène le célèbre détective. Très déçu par cette adaptation, Rex Stout interdit alors toute nouvelle adaptation, aussi bien au cinéma qu'à la télévision. Il faut attendre sa mort, en 1975, pour qu'un projet de série télévisée voie le jour. Un pilote est tourné en 1977 avec Thayer David dans le rôle de Nero Wolfe. Malheureusement, sa mort met un terme au projet et il faudra attendre 1981 pour qu'une nouvelle série voie enfin le jour.
En 2001, un remake de la série, intitulé Les Enquêtes de Nero Wolfe, a été tourné.